# Alfa Romeo 182

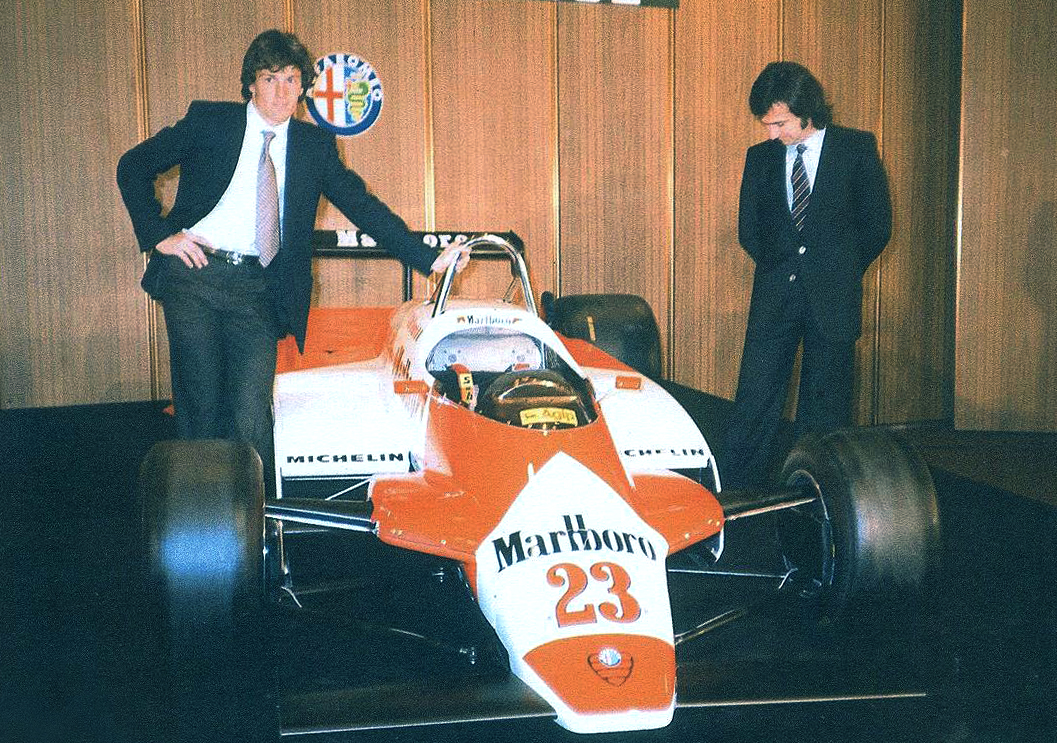
Die F1-Piloten Andrea de Cesaris (links) und Bruno Giacomelli bei der Präsentation des Alfa Romeo 182

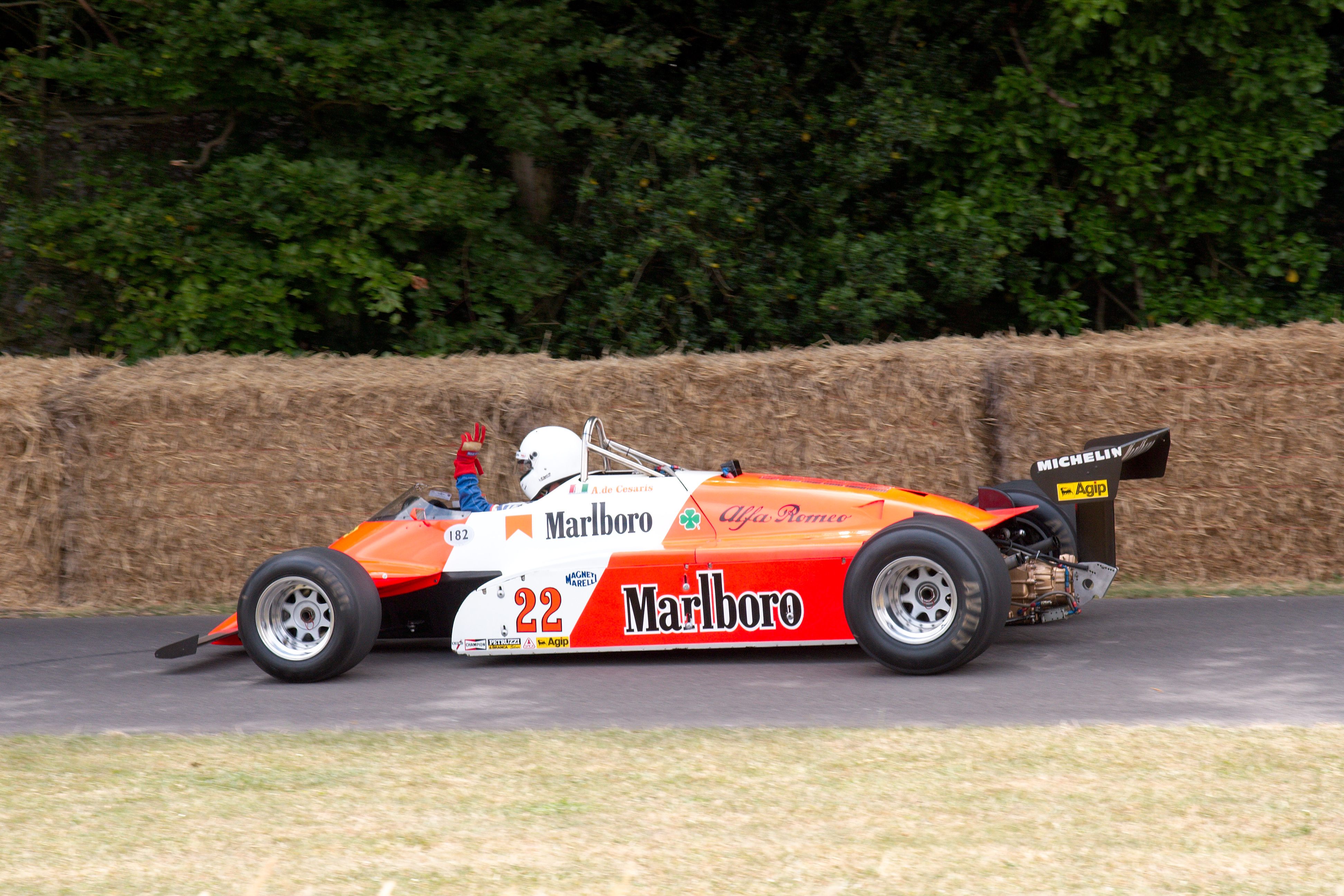
Alfa Romeo 182 (Ex-Andrea-de-Cesaris) in Goodwood 2010

Der Alfa Romeo 182 war der Wagen, den die Rennabteilung von Alfa Romeo („Alfa Corse“) während der Formel-1-Saison 1982 einsetzte. Das Auto gab sein Debüt beim Großen Preis von Brasilien 1982. Im Qualifying des dritten Rennens der Saison in Long Beach fuhr Andrea de Cesaris auf die Pole-Position. Das beste Ergebnis erzielte der 182 in Monaco, wo de Cesaris den 3. Platz belegte. 1982 gab es drei verschiedene Ausführungen: den 179D (2 Einsätze), den 182 (28 Einsätze) und den 182B (2 Einsätze), alle mit Alfa-Romeo-3.0-L-V12-Motoren. Dieser Motor leistete etwa 540 hp (403 kW, 547 PS) bei 12.000/min. Insgesamt wurden sechs Alfa Romeo 182 gebaut.

## Hintergründe
Mit nur zwei Siegen für Autodelta und Parmalat/Brabham hatte Alfa Romeos Rückkehr als Motorenlieferant zum „Grand-Prix-Zirkus“ die hohen Erwartungen nicht erfüllt. Alfa Romeo bemühte sich, mit dem rasanten Entwicklungstempo in der Formel 1 Schritt zu halten. Der Tipo 179 von Autodelta aus dem Jahr 1979 wurde fast drei Saisons lang weiterentwickelt, jedoch ohne nennenswerte Ergebnisse.
Um die Erfolgschancen nach dem Antritt unter eigenem Namen als „Marlboro Team Alfa Romeo“ zu erhöhen, hatte der italienische Hersteller Mitte 1981 den französischen Konstrukteur Gerard Ducarouge verpflichtet. Er begann mit weiteren Änderungen am Typ 179C, erkannte jedoch trotz eines ersten Podiumserfolgs schnell, dass für 1982 eine Neuentwicklung erforderlich war.

## Technik und Entwicklung
Das neue, von Alfa Romeo entwickelte Formel-1-Auto, das angelehnt an das Entwicklungsjahr 1982 als „182“ bezeichnet wurde, war eine Reaktion auf den damals aktuellen Stand der Technik: McLaren hatte Anfang 1981 Monocoques aus kohlenstofffaserverstärktem Kunststoff (KfK) eingeführt.
Autodelta konnte aber genau wie McLaren ein solches Chassis nicht selbst herstellen. Stattdessen verließ man sich auf einen britischen Zulieferer.
Eine wichtige Komponente in diesem Projekt war der 3-Liter-V12-Motor von Carlo Chiti. In der eingesetzten Form leistete er rund 403 kW (540 bhp, 543 PS) bei 12.000/min, war aber der neuen Generation von Turbomotoren nicht gewachsen. Es wurde immer schwieriger, die geringere Leistung durch die nicht von einem „Turboloch“ verzögerte  Leistungsabgabe sowie eine höhere Zuverlässigkeit und Laufleistung auszugleichen. Der Motor war entweder mit einem Fünf- oder Sechsganggetriebe verbunden.
Die Unterseite des 182 dominierten die Bodeneffekt-Tunnel. Da die sogenannten Seitenschürzen aber inzwischen verboten worden waren, waren ein sehr verwindungssteifes Fahrgestell und eine extrem harte Federung erforderlich, um die „Abdichtung“ mit der Straße aufrechtzuerhalten. Trotz der vielen Veränderungen sah der erste 182 genauso schwerfällig aus wie sein Vorgänger; das war aber nur der äußere Eindruck: Der 182 lag nur 5 kg über dem neu festgelegten Mindestgewicht von 580 kg.

## Lackierung und Sponsoren
Hauptsponsor von Alfa Romeo war 1982 wie in den Vorjahren der Tabakkonzern Philip Morris, der auf dem Fahrzeug für seine Zigarettenmarke Marlboro warb. Entsprechend orientierte sich auch die Lackierung des Alfa Romeo 182 am aus rot-weißen Flächen bestehenden Corporate Design der Marke. Da allerdings Philip Morris gleichzeitig auch das erfolgreichere McLaren-Team sponserte, unterschied sich bei Alfa Romeo der Farbton von jenem bei McLaren: Die roten Flächen waren hier eher orange. Neben dieser Lackierung waren Front- und Heckflügel in Schwarz gehalten.
Weitere Sponsorenaufkleber warben für die Teamausrüster Michelin, Agip, Magneti Marelli, Champion sowie für Alfa Romeo selber. Neben dem Alfa-Schriftzug auf der Motorabdeckung war dabei das traditionelle vierblättrige Kleeblatt (Quadrifoglio Verde) abgebildet, und die Fahrzeugnase zierte ein Aufdruck des Alfa-typischen Kühlergrills in Schildform (Scudetto) mit dem darin eingelassenen Firmenlogo.

## Technische Informationen
|                           | Alfa Romeo 182 |
| ------------------------- | --- |
| Motor                     | Tipo-1260-60°-V12 (Block und Köpfe Leichtmetall) 165 kg                                                                                     |
| Hubraum                   | 2991 cm³ / 182.5 cu in |
| Bohrung × Hub             | 78,5 mm × 51,5 mm |
| Verdichtungsverhältnis    | 11,0 : 1 |
| max. Drehmoment:          | 343 Nm bei 9500/min |
| max. Leistung             | 403 kW (540 hp) bei 12.000/min |
| PS pro Liter Hubraum:     | 181 PS |
| Ventilsteuerung           | zwei obenliegende Nockenwellen, 4 Ventile pro Zylinder                                                                                      |
| Gemischaufbereitung       | Lucas Saugrohreinspritzung |
| Kühlung                   | Wasser |
| Getriebe                  | 6-Gang-Getriebe (Hinterradantrieb) |
| Bremsen                   | belüftete Scheibenbremsen an allen Rädern                                                                                                   |
| Radaufhängung vorn        | doppelte Querlenker, die nach innen verlängerten oberen Lenker betätigen die innenliegenden Feder-Dämpfer-Einheiten, Stabilisator           |
| Radaufhängung hinten      | doppelte Querlenker, die nach innen verlängerten oberen Lenker betätigen die innenliegenden Feder-Dämpfer-Einheiten, Stabilisator           |
| Karosserie und Rahmen     | Chassis: Monocoque in Sandwichbauweise mit Deckschichten aus kohlenstofffaserverstärktem Kunststoff und Wabenkern; Motor als tragendes Teil |
| Radstand                  | 2720 mm |
| Spurweite vorne / hinten  | 1820 mm / 1680 mm |
| Reifengröße Vorne         | unbekannt |
| Reifengröße Hinten        | unbekannt |
| Maße L × B × H            | 4390 mm × 2150 mm × 900 mm |
| Leergewicht (ohne Fahrer) | 585 kg |
| Tankinhalt                | unbekannt |
| Kraftstoffverbrauch       | unbekannt |
| Höchstgeschwindigkeit     | abhängig von der Getriebeübersetzung |
| Leistungsgewicht (PS/kg)  | 0,93 PS/kg |

## Rennhistorie
Beim Saisonauftakt in Südafrika kam eine Weiterentwicklung des Typ 179 zum Einsatz. Zwei Monate später hatten die neuen 182er beim Rennen in Brasilien ihre Premiere. Die Leistung im Rennen und die Zuverlässigkeit entsprachen noch nicht den Erwartungen. In Long Beach (USA) erzielte Andrea de Cesaris im Qualifying überraschend eine Pole-Position, ein Unfall verhinderte eine gute Endplatzierung in diesem Rennen, wie schon in Brasilien. Die ersten Punkte mit einem AR 182 erreichte das Team beim Grand Prix von Monaco, als de Cesaris den dritten Platz belegte. Allerdings war de Cesaris in der letzten Runde auf Platz 2 liegend der Treibstoff ausgegangen, sodass er damit in der Wertung hinter Didier Pironi im Ferrari zurückfiel. Ähnlich verlief auch das Rennen in Kanada, dem einzigen weiteren Grand Prix, bei dem de Cesaris in diesem Jahr punktete: Hier hatte er auf Platz 3 gelegen, ehe ihm der Kraftstoff ausging und er noch auf Platz 6 gewertet wurde.
Chiti war während dieser Zeit damit beschäftigt, einen V8-Turbo zu entwickeln, in der Hoffnung, dadurch die Lücke zur Spitzengruppe schließen zu können. Inzwischen wurde der 182 kontinuierlich weiterentwickelt. In Belgien kam ein schmalerer Typ mit der Bezeichnung „182 B“ zum Einsatz, und gegen Ende der Saison wurde ein „182 D“ mit einem leichteren Monocoque verwendet. Obwohl sich erste Erfolge zeigten, beendete Alfa Romeo das Jahr als Zehnter mit 7 Punkten. In der Fahrerwertung erreichte de Cesaris Platz 17 und Giacomelli Platz 22.
Weitere Platzierungen in der Saison 1982 wurden durch Ausfälle zunichtegemacht, wobei de Cesaris entgegen seinem Ruf als unfallträchtiger Fahrer häufiger durch technische Probleme als durch eigenes Verschulden ausfiel: Er schied fünfmal mit Defekten im Umfeld von Motor und Getriebe aus, einmal durch einen Schaden an der Halbachse und viermal durch Unfälle. Giacomelli dagegen fiel insgesamt fünfmal wegen Kollisionen mit anderen Fahrern aus, daneben erlitt er zwei Motorschäden und einen Defekt an der Halbachse. Beim Großen Preis von Italien gab Giacomelli mit Handlingproblemen auf. Beide Fahrer hatten zum jeweiligen Zeitpunkt des Ausfalls im Rennen regelmäßig auf Punkt- oder sogar Podestplätzen gelegen.
Alle Hoffnungen für 1983 ruhten auf dem neuen V8-Motor, der während der Saison 1982 sowohl in einem 179 als auch in einem 182 getestet worden war. Der neue 183 T von Ducarouge war das Ergebnis.

## Verwendung der Konstruktion bei Osella
Das Turiner Team Osella Corse setzte in der Saison 1983 Alfas Zwölfzylinder-Saugmotoren als Kundentriebwerke ein. Für diesen Motor ließ Osella von Tony Southgate ein komplett neues Chassis konstruieren, das ab dem  Großen Preis von Großbritannien 1983 einsatzbereit war. Um die Zeit bis zu seinem Erscheinen zu überbrücken, konstruierte Osella Anfang 1983 ein Übergangsmodell, das den Vorderwagen des letztjährigen Osella FA1D mit der Heckpartie des Alfa Romeo 182 verband. Es wurde im Frühjahr 1983 zu fünf Weltmeisterschaftsläufen gemeldet, schaffte aber nur zu einem Rennen die Qualifikation. Beide Fahrzeugtypen – Osellas Interimsmodell und Southgates Neukonstruktion – wurden ungeachtet der erheblichen technischen Unterschiede als Osella FA1E bezeichnet.

## Ergebnisse
| Jahr | Team                     | Reifen | Fahrer            | Rennen | Rennen | Rennen | Rennen | Rennen | Rennen | Rennen | Rennen | Rennen | Rennen | Rennen | Rennen | Rennen | Rennen | Rennen | Rennen | Punkte | WCC |
| ---- | ------------------------ | ------ | ----------------- | ------ | ------ | ------ | ------ | ------ | ------ | ------ | ------ | ------ | ------ | ------ | ------ | ------ | ------ | ------ | ------ | ------ | --- |
| 1982 | Marlboro Team Alfa Romeo | M      |                   | RSA    | BRA    | USA    | RSM    | BEL    | MCO    | USA    | CAN    | NED    | GBR    | FRA    | GER    | AUT    | SUI    | ITA    | USA    | 7      | 10. |
| 1982 | Marlboro Team Alfa Romeo | M      | Andrea de Cesaris |        | DNF    | DNF    | DNF    | DNF    | 3      | DNF    | 6      | DNF    | DNF    | DNF    | DNF    | DNF    | 10     | 10     | 9      | 7      | 10. |
| 1982 | Marlboro Team Alfa Romeo | M      | Bruno Giacomelli  |        | DNF    | DNF    | DNF    | DNF    | DNF    | DNF    | DNF    | 11     | 7      | 9      | 5      | DNF    | 12     | DNF    | 10     | 7      | 10. |

| Legende  | Legende            | Legende                                                          |
| Farbe    | Abkürzung          | Bedeutung                                                        |
| -------- | ------------------ | ---------------------------------------------------------------- |
| Gold     | –                  | Sieg                                                             |
| Silber   | –                  | 2. Platz                                                         |
| Bronze   | –                  | 3. Platz                                                         |
| Grün     | –                  | Platzierung in den Punkten                                       |
| Blau     | –                  | Klassifiziert außerhalb der Punkteränge                          |
| Violett  | DNF                | Rennen nicht beendet (did not finish)                            |
| Violett  | NC                 | nicht klassifiziert (not classified)                             |
| Rot      | DNQ                | nicht qualifiziert (did not qualify)                             |
| Rot      | DNPQ               | in Vorqualifikation gescheitert (did not pre-qualify)            |
| Schwarz  | DSQ                | disqualifiziert (disqualified)                                   |
| Weiß     | DNS                | nicht am Start (did not start)                                   |
| Weiß     | WD                 | zurückgezogen (withdrawn)                                        |
| Hellblau | PO                 | nur am Training teilgenommen (practiced only)                    |
| Hellblau | TD                 | Freitags-Testfahrer (test driver)                                |
| ohne     | DNP                | nicht am Training teilgenommen (did not practice)                |
| ohne     | INJ                | verletzt oder krank (injured)                                    |
| ohne     | EX                 | ausgeschlossen (excluded)                                        |
| ohne     | DNA                | nicht erschienen (did not arrive)                                |
| ohne     | C                  | Rennen abgesagt (cancelled)                                      |
| ohne     | keine WM-Teilnahme |                                                                  |
| sonstige | P/fett             | Pole-Position                                                    |
| sonstige | 1/2/3/4/5/6/7/8    | Punktplatzierung im Sprint-/Qualifikationsrennen                 |
| sonstige | SR/kursiv          | Schnellste Rennrunde                                             |
| sonstige | *                  | nicht im Ziel, aufgrund der zurückgelegten Distanz aber gewertet |
| sonstige | ()                 | Streichresultate                                                 |
| sonstige | unterstrichen      | Führender in der Gesamtwertung                                   |